# 케이티 홈즈
 케이티 홈즈 (본명: 케이트 노엘 케이티 홈즈, 영어: Kate Noelle "Katie" Holmes, 1978년 12월 18일 ~ )는 미국의 배우, 모델이다. 홈즈는 1997년 영화 《아이스 스톰》으로 데뷔하였다. 그녀가 명성을 얻게 된 작품은 조이 포터의 WB 텔레비전 하이틴 드라마 《도슨의 청춘일기》로 1998년부터 2003년까지 출연하였다. 그녀는 1998년 스릴러 영화 《크레들베이》로 MTV 영화상 최고의 신인상을 수상하였다. 2000년 홈즈는 《원더 보이즈》로 많은 비평가들에 긍정적인 평가를 받았다. 홈즈는 2003년 《에이프릴의 특별한 만찬》과 문제 가족을 그린 코미디 영화《땡큐 포 스모킹》에 출연하였다. 2005년 출연한《배트맨 비긴즈》는 그녀의 경력 중에서 가장 성공한 영화로 이 영화에서 그녀는 레이첼 도스를 연기하였다. 그녀는 또한 브로드웨이 무대의 아서 밀러의 《모두가 나의 아들》과 텔레비전 드라마 《내가 그녀를 만났을 때》등에 출연하였다.

## 사생활

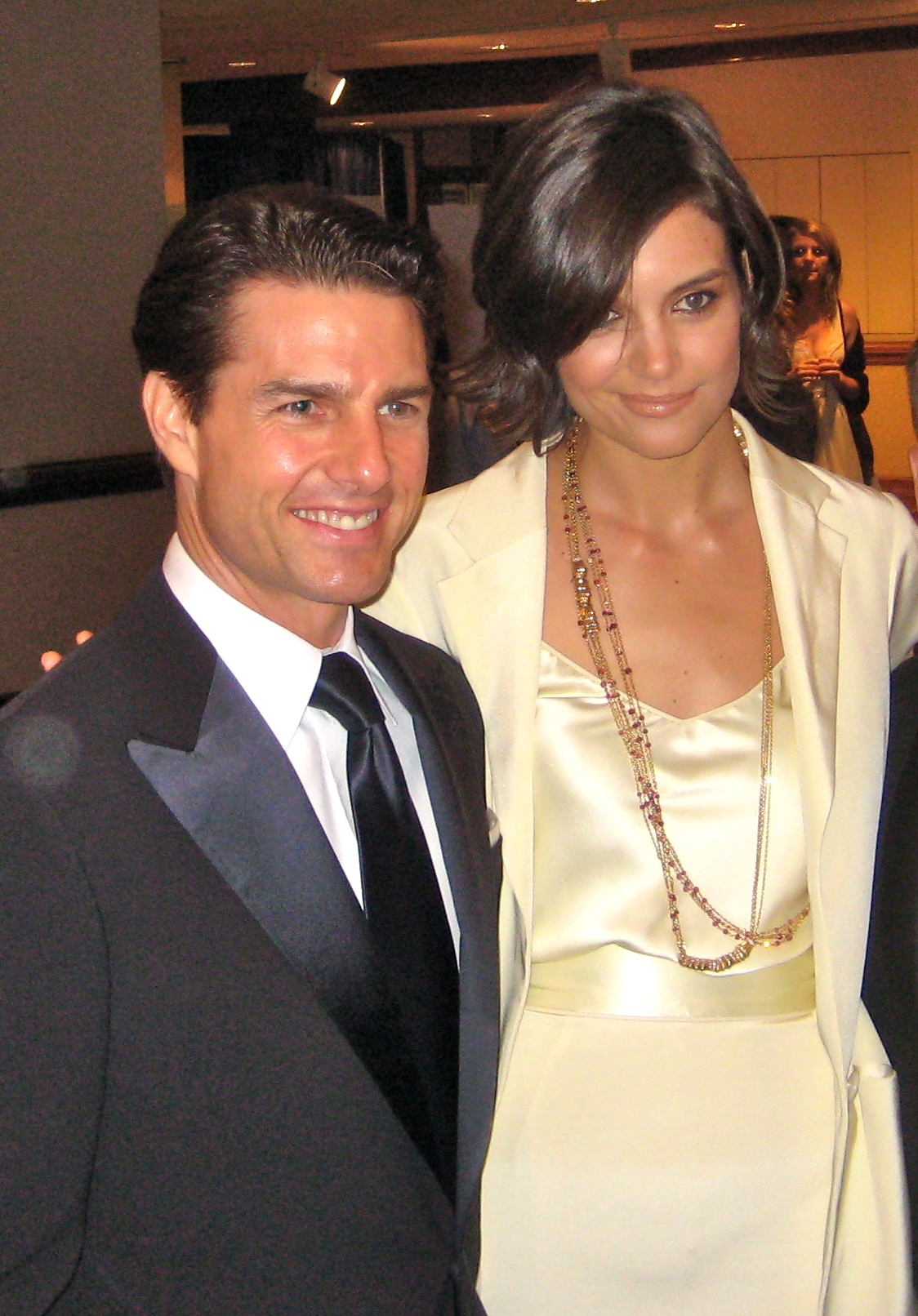
2009년 5월, 톰 크루즈와 홈즈.

홈즈는 《도슨의 청춘일기》에서 공연한 배우 조슈아 잭슨과 오랜 기간 연인 관계였다. 2000년부터 배우 크리스 클라인과 데이트를 하였고, 클라인과 홈즈는 2003년 말 약혼을 했지만, 2005년 초 그녀는 클라인과 결별하였다. 홈즈는 클라인과 친구 사이로 지낸다고 알려졌다.
클라인과 결별한 이후, 홈즈는 배우 톰 크루즈와 데이트를 시작하였고, 2005년 6월 약혼하였다. 다음해인 2006년 11월 18일 이탈리아, 브라차노의 오데스칼키 고성에서 결혼식을 올렸으며, 결혼식 전날 로스 앤젤레스에서 이탈리아식으로 결혼식을 올리겠다고 발표하였다. 두 사람 사이에 딸 수리(2006년 4월 18일 출생)가 태어났다. 하지만 크루즈가 딸을 사이언톨로지교 계열 학교에 입학시키려고 하는 것과 관련하여 두 사람간에 불화가 시작되어 2012년 6월 29일 크루즈와 합의 이혼을 발표하였다. 2012년 7월 9일 홈즈와 크루즈가 이혼 서류에 사인한 것이 보도 되었다. 홈즈에게는 첫 번째 이혼이며, 크루즈에게는 세 번째 이혼이다. 홈즈는 딸 수리의 양육권에 대한 권리를 획득하였다.
크루즈와 이혼한 후, 홈즈는 카톨릭 교회로 돌아와, 성 프란시스사비에르교회에 다니고 있다.

## 출연 작품

### 영화
- 1997년 《아이스 스톰》
- 1998년 《크레틀베이》(Disturbing Behavior)
- 1999년 《고》
- 1999년 《팅클부인 가르치기》
- 2000년 《원더 보이즈》
- 2000년 《더 기프트》
- 2002년 《어벤던》
- 2003년 《폰 부스》
- 2003년 《노래하는 탐정》
- 2003년 《에이프릴의 특별한 만찬》
- 2004년 《대통령의 딸》
- 2005년 《배트맨 비긴즈》
- 2005년 《땡큐 포 스모킹》
- 2008년 《머드 머니》
- 2010년 《엑스트라 맨》
- 2010년 《더 로맨틱》
- 2011년 《잭 앤 질》
- 2010년 《돈비 어프레이드-어둠 속의 속삭임》
- 2011년 《화이트 밀크》(The Son of No One)
- 2013년 《데이즈 앤 나이츠》
- 2014년 《더 기버: 기억전달자》
- 2014년 《미스 메도우》
- 2015년 《우먼 인 골드》
- 2015년 《마니아 데이즈》(Touched with Fire)
- 2015년 《언더독스》(영어판 더빙)
- 2020년 《더 보이 2: 돌아온 브람스》 - 리자 역

### 텔레비전
- 1998-2003년 《도슨의 청춘일기》(Dawson's Creek)
- 2001년 《새터데이 나이트 라이브》
- 2008년 《일라이 스톤》
- 2011년 《케네디스》
- 2011년, 2013년 《내가 그녀를 만났을 때》(How I Met Your Mother)
- 2015년 《레이 도노반》
- 2016년 《케네디스 : 애프터 아멜로》